# Stadion przy ulicy Pułaskiego w Częstochowie
Stadion przy ul. Pułaskiego w Częstochowie (w latach 1930–1939 Stadion Miejski im. Marszałka Józefa Piłsudskiego) – nieistniejący stadion sportowy w Częstochowie, w Polsce. Funkcjonował w latach 1930–1991. Swoje spotkania rozgrywali na nim piłkarze klubu Brygada Częstochowa (1931-1939) oraz Skra Częstochowa. Obecnie w jego miejscu znajduje się Akademia Polonijna.

## Historia
Stadion w obrębie ulic Humbertowskiej (obecnie Pułaskiego), Kordeckiego (obecnie 7 Kamienic) i Grunwaldzkiej powstał z inicjatywy Stowarzyszenia Pracy Społeczno-Wychowawczej im. Marszałka Józefa Piłsudskiego, przy pomocy Rady Miejskiej i mieszkańców Częstochowy. Oficjalne otwarcie obiektu miało miejsce 29 maja 1930 roku. Na inaugurację rozegrano spotkanie pomiędzy częstochowskimi drużynami Victoria i CKS (zostało ono przerwane z powodu gwałtownej burzy, zakończono je przy wyniku 1:1). Najważniejszym klubem okresu przedwojennego występującym na tym obiekcie była Brygada Częstochowa. Pod koniec lat 30. XX wieku klub ten, bez powodzenia, walczył o awans do Ligi. Po II wojnie światowej głównym użytkownikiem została Skra Częstochowa, która w latach 1949–1952 grała w II lidze. Ponadto z boiska korzystała Victoria Częstochowa, która w sezonie 1950 (pod nazwą Włókniarz) także grała w II lidze, ZMW „Wicher” oraz CKS.

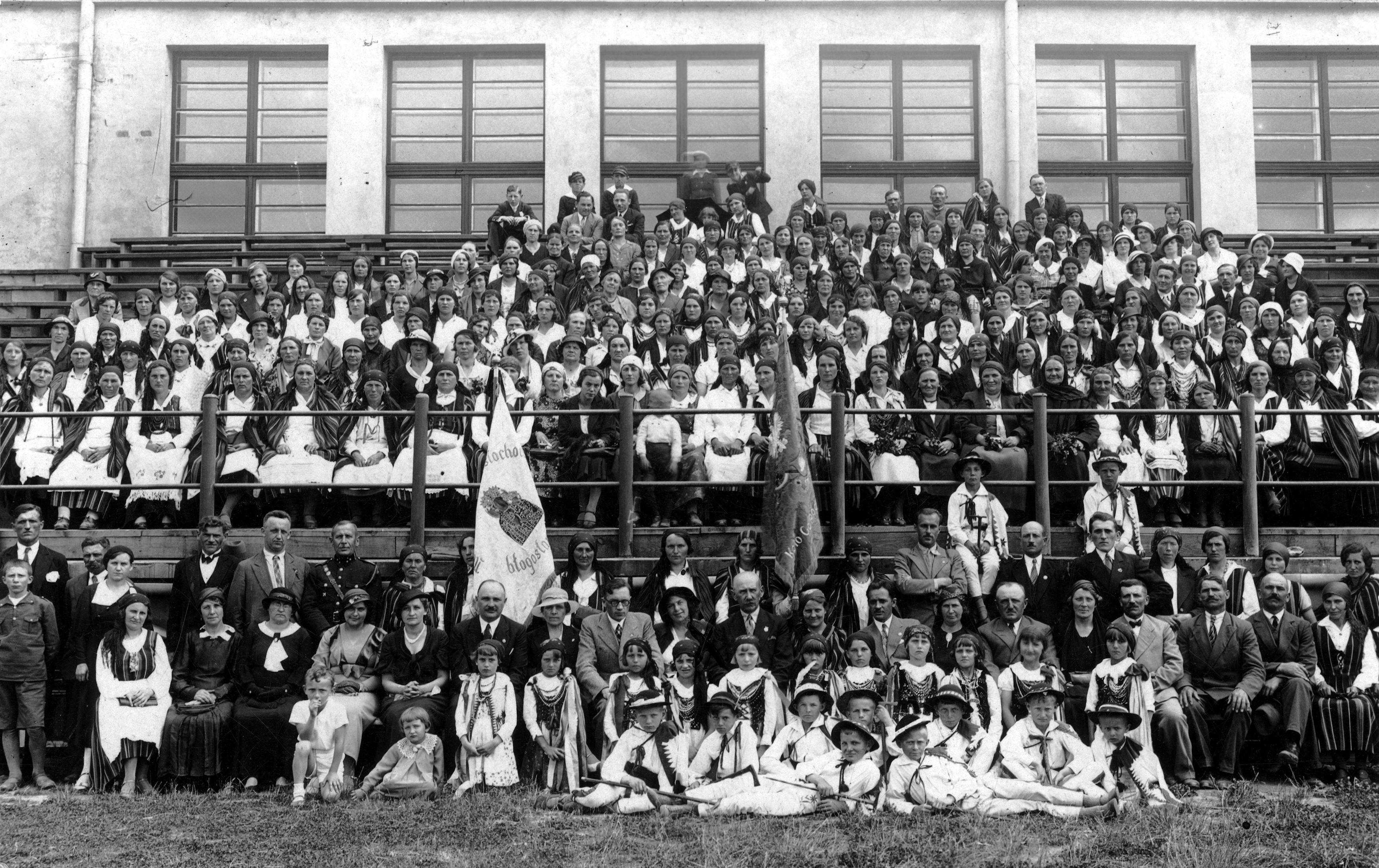
Zjazd Związku Kół Gospodyń Wiejskich na stadionie

W 1973 roku decyzją Prezydium Miejskiej Rady Narodowej obiekt został przekazany w użytkowanie wieczyste Skrze Częstochowa. Na początku lat 80. XX wieku Wojewódzkie Przedsiębiorstwo Turystyczne „Jura” otrzymało na mocy decyzji Rady Narodowej trzy pokoje w budynku Skry. Kiedy na początku lat 90. XX wieku „Jura” popadła w długi, likwidator wystawił cały obiekt na sprzedaż. Nieruchomość została nabyta przez spółkę Educator, a ta przekazała ją Wyższej Szkole Języków Obcych i Ekonomii (obecnie Akademia Polonijna). Stadion użytkowany był do roku 1991, ostatni mecz piłki nożnej odbył się na nim 14 lipca 1995 roku. W jego miejscu powstały następnie budynki ww. uczelni. W 2001 roku Naczelny Sąd Administracyjny stwierdził, że wydziedziczenie klubu Skra było bezprawne, a w roku 2016 Sąd Okręgowy w Katowicach zasądził na rzecz Skry odszkodowanie od Skarbu Państwa.
Na stadionie odbywały się koncerty muzyczne takich zespołów jak Hey czy Golden Life. 
Po wyprowadzce ze stadionu Skra Częstochowa rozgrywała swoje spotkania na różnych boiskach w Częstochowie, ostatecznie siedzibą klubu został obiekt przy ulicy Loretańskiej.
Stadion otrzymał przydomek „Pod kasztanami”. Nawiązuje do niego liść kasztanowca znajdujący się w herbie Skry Częstochowa.

## Ważniejsze mecze
W latach 30. XX w. na stadionie rozegrano mecze towarzyskie pomiędzy Victorią, a Libertasem Wiedeń (5ː4) oraz Brygadą, a mistrzem Polski Ruchem Chorzów (2ː1) i węgierskim Szeged FC (1ː1).

### Mecz finałowy o awans doI ligi w 1933
| 20 listopada 1932 12:00 | Podgórze Kraków · Guzda 10' 20' · Ściborowski | 4:2(2:1) | Legia Poznań · Mazgaj · Zaremba | Widzów: 2000 Sędzia: Rettig (Łódź) |
|                         |                                               |          |                                 |                                    |

| 4 sierpnia 1934 17:30 | Victoria Częstochowa · Zwodziński 10' · Kurek II 30', 57', 75' · Gątkiewicz 55' (k) | 5:4(2:4) | Libertas Wiedeń · Schönwetter 8', 32' · Schneider 14' · Semp · | Widzów: 2500 Sędzia: Miszewski |
|                       |                                                                                     |          |                                                                |                                |

| 6 września 1936 | Brygada Częstochowa · Heine 10' · Borowski 14' | 2:1(2:0) | Ruch Chorzów · Wilimowski | Sędzia: Weinstok |
|                 |                                                |          |                           |                  |

| 20 lipca 1939 | Brygada Częstochowa | 1:1(0:0) | Szegedi AK | Widzów: 2500 |
|               |                     |          |            |              |

| 13 sierpnia 1959 | Skra Częstochowa · Bregin · Owczarek | 2:01:0Dokumentacja meczowa | Polska U-19 |  |
|                  |                                      |                            |             |  |

| 8 września 1946 15:30 | Skra Częstochowa · Seifried 3' · Langier 24' · Warmus 26' | 3:5(3:2) | Tęcza Kielce · Kulesza 21', 49', 65' · Klimek · Ziętal 70' | Widzów: 7000 |
|                       |                                                           |          |                                                            |              |